# Formicariidae
Formicariidae é uma família de aves passeriformes, característica do Novo Mundo. O grupo integra 2 géneros, onde se classificam 12 espécies popularmente conhecidas como pintos-do-mato e tovacas. No Brasil ocorrem 6 espécies de formicariídeos, uma das quais em risco de extinção.
A família foi alargada na taxonomia de Sibley-Ahlquist, passando a incluir a família Grallariidae. Entretanto, as dois grupos não são relacionados entre si.